# Neal Schon
Neal Joseph Schon (27 de febrer de 1954, Oklahoma, Estats Units) és un guitarrista estatunidenc, probablement més conegut per pertànyer a la banda d'AOR Journey.
La seva primera incursió en la música la va realitzar al costat del guitarrista Carlos Santana, en el seu disc Santana III. A 1973 es va unir a Journey. Avui dia compta amb 5 discos com a solista i 14 amb la banda Journey. També ha fet col·laboracions amb artistes com Sammy Hagar, Paul Rodgers i Jeff Scott Soto, va fer part del super-grup Bad English. També va participar en els projectes Piranha Blues i Black Soup Cracker. El 1985 va participar de Hear n' Aid, una reunió promoguda per Ronnie James Dio i els seus músics, que buscava recaptar fons per mitigar la fam a l'Àfrica. Al seu costat hi van ser, entre molts d'altres, guitarristes com Yngwie Malmsteen, George Lynch i Vivian Campbell.

## Discografia
- Untold Passion - Hammer & Schon (1981)
- Here to Stay - Hammer & Schon (1982)
- Late Nite (1989)
- Beyond the Thunder (1995)
- Abraxas Pool (1997)
- Electric World (1997)
- Piranha Blues (1998)
- Neal Schon & Jan Hammer Collection: No More Lies (1998)
- Voice (2001)
- I on U (2005)